# Plaza de La Mancha
La plaza de La Mancha, también conocida como plaza de Villacerrada, es una céntrica e histórica plaza situada en la ciudad española de Albacete. Por debajo de ella discurre el túnel de Villacerrada. Acoge las fiestas del barrio Villacerrada de la capital albaceteña al que pertenece.

## Historia
A finales de los años 1970 se construyó la plaza, eliminando el antiguo Alto de la Villa.[cita requerida]

## La plaza en la actualidad
La plaza de La Mancha está rodeada por el anillo de edificios que conforman los límites del céntrico barrio Villacerrada de la capital albaceteña. Alberga el Centro de Salud Zona 3 de Albacete.
Por debajo de ella se sitúa el túnel de Villacerrada, para vehículos y peatones, que comunica a ambos lados del barrio.

## Cultura
En esta histórica plaza se celebran las fiestas del barrio Villacerrada al que pertenece, del 30 de mayo al 1 de junio.[cita requerida]